# Durium fossulatum
Durium fossulatum är en insektsart som beskrevs av Melichar 1914. Durium fossulatum ingår i släktet Durium och familjen Tropiduchidae. Inga underarter finns listade i Catalogue of Life.